# Ліла (гра)

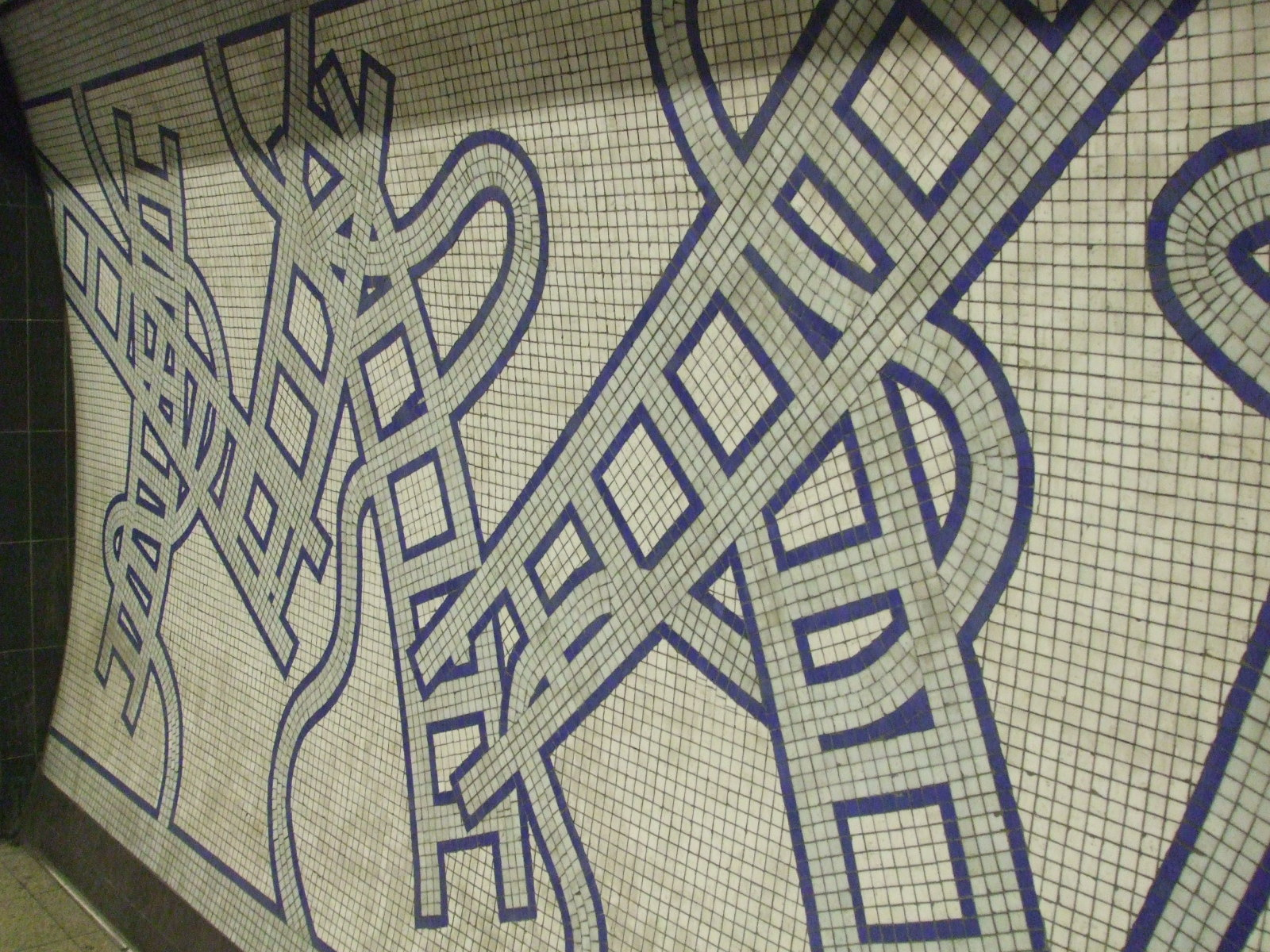
Лондон. Кільцева лінія метро. Мозаїка з мотивів відомої гри Змії і драбини.

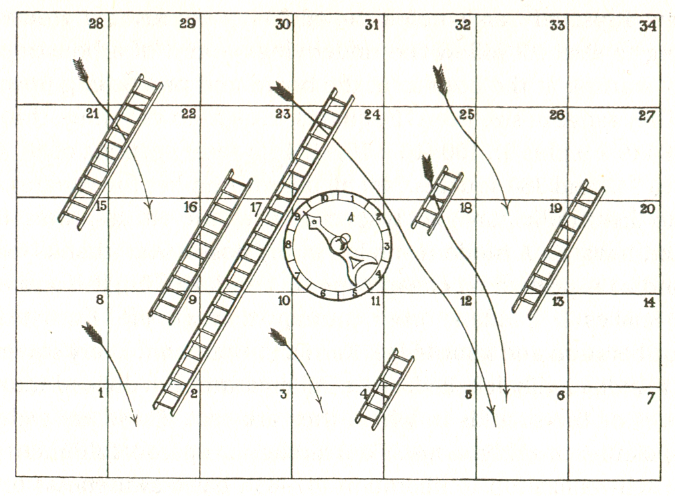
Один зі старих варіантів дошки для гри (1893, R.H. Harte)

Ліла (санскр. लीलालीला, līlā IASTlīlā IAST) — древня індійська настільна гра, дата її появи невідома, вперше описана Харишем Джохарі (Harish Johari) в 1980 році в його книзі. Гра заснована на філософському понятті ліла, є інструментом спостереження за закономірностями випадкових подій в житті. На Заході отримала спрощене символічне наповнення та назву Змії і драбини (англ. Snakes and Ladders).

## Ігровий комплект
Ігрове поле із сімдесятьма двома клітинами. Гральні кубики. Опис кожної клітини, відповідної планам буття в індуїстської традиції.

## Опис
Початкова назва цієї гри — Джняна-чаупада (джняна — знання, мудрість, чаупада — гра в кості; таким чином, назву можна перекласти як «Гра Знання»). За словами творця сучасного варіанта гри, Ліла була створена святими провидцями минулого як ключ до внутрішніх станів і для вивчення принципів Дгарми, яку зазвичай називають «індуїзмом». Сімдесят дві клітини гральної дошки з усіма зв'язують їх стрілами і зміями, які представляють сімдесят два основних плану буття, відкривають перед нами знання, укладені в Ведах, Шрути, Смрити и Пуранах. Грати в цю гру — значить стикатися з божественною мудрістю, яка міститься в навчаннях йоги, веданти й самкх'ї, складових плоті та крові індуїстської традиції. В ході гри ви автоматично пересуваєтеся по полях гральної дошки, кожне з яких має певну назву, що відбиває одне з внутрішніх станів, або планів буття. Потрапляючи на те чи інше поле, гравець починає усвідомлювати ідеї і концепції, пов'язані з назвою даного поля, до тих пір, поки знову не прийде його черга кинути кістку, щоб перейти до наступного стану. В результаті через кілька хвилин в гру залучаються розум, інтелект та его (відчуття «я») гравця.
Творці гри бачили в ній насамперед інструмент, що розвиває розуміння взаємовідносин індивідуального «я» з Абсолютним «Я». Проходження через гру зі збереженням цієї позиції допомагає гравцеві звільнитися від ілюзії, що міцно обплутала його особистість, і побачити своє життя як відображення макрокосму. Число, яке випало на гральної кістки, визначається не ототожненнями гравця, а взаємодією космічних сил, які, в свою чергу, визначають розвиток життєвої гри людини. І метою гри є звільнення свідомості людини від кайданів матеріального світу і возз'єднання його з Космічною Свідомістю.

## Правила
Ліла — це гра, яку починають з конкретним запитом. Наприклад: «Що мені потрібно зробити, щоб знайти своє призначення?». Для гри необхідні чотири речі: гральний кубик, гральна дошка, коментар до кожної клітинки дошки і який-небудь предмет, який слугує фішкою. Всі учасники ставлять свої фішки на клітинку 68, що представляє Космічну Свідомість. Один за іншим вони кидають гральний кубик, передаючи його сусіду праворуч (такий напрямок відповідає висхідному потоку енергії).
Для того щоб увійти в гру, потрібно викинути шість очок, тоді гравець переходить на клітинку народження і звідти на шосту клітинку (ілюзія). Поки гравець не викине шість, він залишається не народженим на клітинці Космічної Свідомості. Щоразу, на будь-якій стадії гри, коли у гравця випадає шістка, йому надається право кинути гральний кубик ще раз. Виняток: якщо шість випадає три рази поспіль і гравець (пройшовши 18 клітинок) кидає гральний кубик ще раз і отримує інше число, він повинен повернутися в те місце, де він перебував, перш ніж почав викидати шістки, і вже звідти пройти стільки клітинок, скільки очок було в четвертому кидку. Якщо при вході в гру він викидає три шістки поспіль і потім інше число, він повертається на першу клітинку (народження) і відраховує стільки клітин вперед, скільки очок випало в четвертий раз. Якщо ж гравець викине чотири або більше шісток поспіль, то він продовжує кидати гральний кубик до тих пір, поки не випаде число, відмінне від шести, і тоді він йде вперед на число кроків, рівне загальній сумі всіх викинутих очок, після чого передає гральний кубик.
Коли гравець потрапляє на початок стріли, він автоматично піднімається уздовж древка до її вістря. Якщо ж в клітці, куди він потрапив, розташована голова змії, він опускається вниз до її хвоста. Так, егоїзм веде до клітинки гніву, а духовна відданість призводить до Космічної Свідомості.
Мета гри — повернення на клітинку під номером 68. Якщо гравець досягає восьмого ряду, але, не потрапивши на клітину Космічної Свідомості, проходить далі і зупиняється на клітинках з номерами 69, 70 або 71, він повинен чекати, поки не випаде або точне число кроків, яке відділяє його від тамогуни (клітинки 72), або невелике число, що дозволяє йому просунутися на два або один крок вперед (для 69 підходять 1, 2 або 3, для 70 — 1 або 2, для 71 — тільки одиниця). Гра закінчується, коли гравець потрапляє точно на клітинку 68 — або по стрілі з клітинки духовної відданості, або за поступового сходження, наприклад, з клітини 66, викинувши двійку.
В процесі гри гравець може виявити, що знову і знову потрапляє на одні й ті ж стріли або його жалять одні і ті ж змії. Справжнє призначення гри полягає у вивченні і розумінні коментарів до кожної клітини, які роз'яснюють значення кожного поля, а також змій і стріл, що зустрічаються на гральній дошці.
Якщо гравець зупиняється на клітинці 69 (план Абсолюту), він вже не може потрапити на клітинку Космічної Свідомості під номером 68. У цьому випадку він повинен чекати, поки змією тамогуни не повернеться назад на землю, щоб він міг досягти Космічної Свідомості або шляхом поступового просування вгору, або, викинувши трійку, через поле духовної відданості, звідки стріла веде гравця прямо до його мети. Якщо він знаходиться на клітинці 71, всі числа, крім одиниці, для нього не приносять користі — також як на клітинці 67 він уже не може скористатися випалою шісткою. Якщо випадає одиниця, то він потрапляє на поле 68 і гра зупиняється, але вона триватиме, якщо випаде два, три, чотири, п'ять або шість.
Щоб отримати максимальну користь від гри, добре записувати шлях, по якому рухається фішка. Порівнюючи подібні записи, гравець може виявити деяку схожість змій, які знову і знову трапляються на шляху, або стріл, які вчасно приходять на допомогу. Це допомагає гравцеві знайти взаємозв'язку між внутрішнім і зовнішнім і розібратися в своєму внутрішньому світі.

## Ігрова дошка

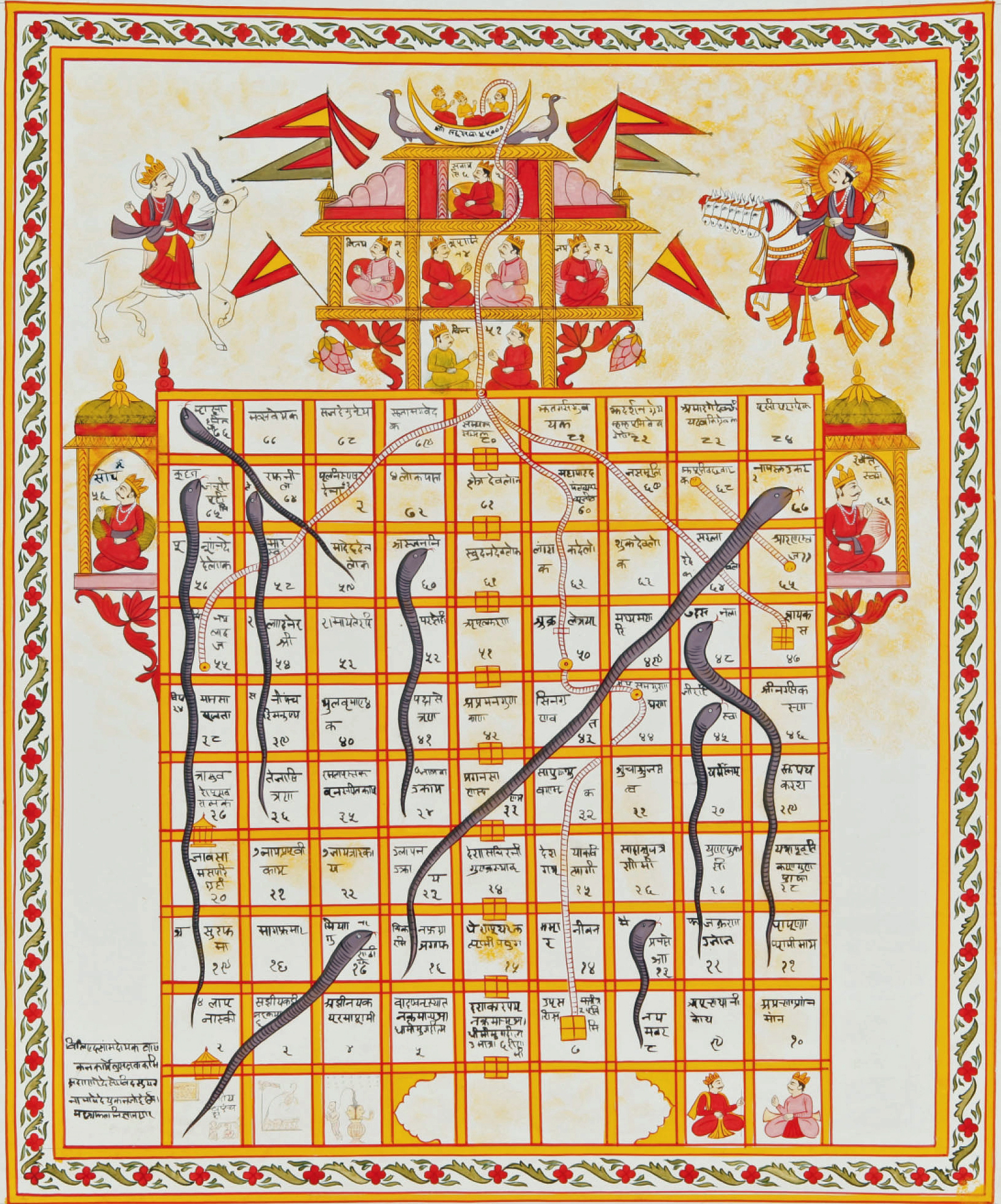
Джайністський варіант поля для гри. Виготовлено в кінці 19 — початку 20 століття в Раджастхані (імовірно, місто Біканер). Техніка — гуаш по тканині.
У ролі гральної кістки, можливо, використовувалися раковини Каурі, що традиційно для Індії.

Ігрова дошка ліли побудована відповідно до основних принципів нумерології. Це прямокутник, який складається з восьми горизонтальних рядів, які йдуть знизу вгору. В індуїзмі вісім — це число виявленого всесвіту (пракріті), що складається з п'яти великих елементів (махабхут) — етеру (ефіру), повітря, вогню, води і землі — та трьох сил: розуму, інтелекту і его (відповідно манаса, буддхи і Ахамкара). Дошка містить також дев'ять вертикальних рядів. Дев'ятка — це число Абсолюту, Вищої Свідомості (вісімка, відповідна пракрити — вісім матеріальних елементів — горизонтальні ряди, з яких потрібно підніматися на вищий — дев'ятий рівень, трансцендентний, плюс одиниця — свідомість чи Брахман — душа, Понаддуша-Бог, рівень звільнення). Дев'яткою завершується ряд фундаментальних чисел, з яких побудовані всі інші числа, і, таким чином, дев'ять — це число завершеності. Отже, дошка космічної гри складається з сімдесяти двох квадратів-полів. Якщо 72 звести до однієї цифри, це буде, знову-таки, дев'ятка (7 + 2 = 9). Останнє, згідно з ознаками подільності на 3 і на 9 , властиво всім числам, кратним дев'яти.
Перший ряд: основи буття
1. Народження (джанма)
2. Майя
3. Гнів (кродха)
4. Жадібність (лобха)
5. Фізичний план (Бху-лока)
6. Помилка (моху)
7. Марнославство (мада)
8. Жадібність (матсара або матсар'я)
9. Чуттєвий план (кама-лока)
Другий ряд: сфера фантазії
10. Очищення (тапа). Підносить на клітинку 23
11. Розваги (гандхарви)
12. Заздрість (ірас'я). Зводить на клітинку 8
13. Нікчемність (антарікша)
14. Астральний план (бхувар-лока)
15. План фантазії (нага-лока)
16. Ревнощі (двеша). Зводить на клітинку 4
17. Співчуття (Дайя). Підносить на клітинку 69
18. План радості (Харша-лока)
Третій ряд: театр карми
19. План карми (карма-лока)
20. Благодійність (дана). Підносить на клітинку 32
21. Спокута (саману тато)
22. План Дхарми (Дхарма-лока)
23. Небесний план (сварга-лока)
24. Погана компанія (ку-санг-лока). Зводить на клітинку 7
25. Гарна компанія (су-санг-лока)
26. Печаль (дукха)
27. Самовіддане служіння (Парамартха). Підносить на клітинку 41
Четвертий ряд: досягнення рівноваги
28. Справжня релігійність (судхарма). Підносить на клітинку 50
29. Неправедність або аморальність (адхарма). Зводить на клітинку 6
30. Хороші тенденції (уттама гати)
31. План святості (якша-лока)
32. План рівноваги (Махар-лока)
33. План ароматів (гандха-лока)
34. План смаку (раса-лока)
35. Чистилище (нараки-лока)
36. Ясність свідомості (сваччха)
П'ятий ряд: людина стає сама собою
37. Джняна (гьяна). Підносить на клітинку 66
38. Прана-лока
39. Апана-лока
40. В'яна-лока
41. Людський план (джана-лока)
42. План Агні (Агні-лока)
43. Народження людини (мануш'я-джанма)
44. Незнання (авидья). Зводить на клітинку 9
45. Правильне знання (сувід'я). Підносить на клітинку 67
Шостий ряд: час покаяння
46. Розрізнення (Вівека). Підносить на клітинку 62
47. План нейтральності (Сарасваті)
48. Сонячний план (Ямуна)
49. Місячний план (ганга)
50. План аскетизму (тапа-лока)
51. Земля (Прітхіві)
52. План насильства (хімса-лока). Зводить на клітинку 35
53. План рідин (Джала-лока)
54. План духовної відданості (бхакті-лока). Підносить на клітинку 68
Сьомий ряд: план реальності
55. Егоїзм (ахамкара). Зводить на клітинку 3
56. План початкових вібрацій (Омкара)
57. План газів (вайю-лока)
58. План сяйва (Теджена-лока)
59. План реальності (сатья-лока)
60. Позитивний інтелект (субуддхі)
61. Негативний інтелект (дурбуддхі). Зводить на клітинку 13
62. Щастя (сукха)
63. Тамас. Зводить на клітинку 2
Восьмий ряд: самі боги
64. Феноменальний план (пракріті-лока)
65. План внутрішнього простору (Уарнет-лока)
66. План блаженства (ананда-лока)
67. План космічного блага (Рудра-лока)
68. Космічна Свідомість (Вайкунтхі-лока)
69. План Абсолюту (Брахма-лока)
70. Саттвагуна
71. Раджогуна
72. Тамогуна. Зводить на клітинку 51

## Змії і драбини
На основі ліли Ф. Г. Айрес у 1898 році розробив настільну гру Змії і драбини. Квадратне чи кругле ігрове поле складається зі 100 пронумерованих клітинок. Гравець починає рух своєї фішки із клітинки № 1 і далі до клітинки № 100. Деякі клітинки в хаотичному порядку з'єднані драбинами та зміями. Драбини сполучають клітинки з хорошими поняттями (наприклад, «вияв доброти» і «винагорода»), вони скорочують шлях і ведуть на клітинки з більшими номерами. Змії навпаки сполучають погані поняття, подовжують шлях і повертають гравця на клітинки з меншими номерами. Розташування змій і драбин, які і підписи, різняться, залежно від видавця гри. В різних версіях змій і драбини можуть замінювати інші об'єкти.